# Gelao vert
Pour les articles homonymes, voir Gelao (homonymie).
Le gelao vert, ou hagei, est une langue taï-kadaï parlée en Chine, dans les provinces de Guizhou, Yunnan et Guangxi et au Nord du Viêt Nam par les Gelao.

## Classification
Le gelao vert est un des ensembles de parlers du gelao qui fait partie des langues kadaï, un des groupes des langues taï-kadaï. 

## Phonologie
Les tableaux présentent les phonèmes de la variété de gelao parlé à Pomao, dans le xian de Zhenfeng, rattaché à la préfecture autonome buyei et miao de Qianxinan dans le Guizhou.  

### Voyelles
Les voyelles sont au nombre de six. Devant [ts], [tsh], [s] et [z], [i] a un allophone [ɿ]. La voyelle centrale [ə] a un allophone [ɯ] :
|         | Antérieure  | Centrale | Postérieure |
| ------- | ----------- | -------- | ----------- |
| Fermée  | i [i] y [y] |          | u [u]       |
| Moyenne | e [e]       | ə [ə]    | o [o]       |
| Ouverte | æ [æ] a [a] |          |             |

### Consonnes
les consonnes sont :
|              |           | Bilabiales        | Alvéolaires       | Alvéolaires   | Alv.-p.   | Dorsales | Dorsales          | Glottales |
| ------------ | --------- | ----------------- | ----------------- | ------------- | --------- | -------- | ----------------- | --------- |
| Centrales    | Latérales | Bilabiales        | Palatales         | Vélaires      | Alv.-p.   |          |                   | Glottales |
| Occlusives   | Sourde    | p [p] pj [pʲ]     | t [t] tj [tʲ]     |               |           |          | k [k] kj [kʲ]     | ʔ [ʔ]     |
| Occlusives   | Sonore    | b [b]             | d [d]             |               |           |          |                   |           |
| Occlusives   | Aspirées  | ph [pʰ] phj [pʰʲ] | th [tʰ] thj [tʰʲ] |               |           |          | kh [kʰ] khj [kʰʲ] |           |
| Fricatives   | sourdes   | f [f]             | s [s]             |               | ɕ [ɕ]     |          |                   | h [h]     |
| Fricatives   | Sonore    | v [v]             | z [z]             |               |           |          |                   |           |
| Affriquées   | Sourde    |                   | ts [ts]           |               | tɕ [tɕ]   |          |                   |           |
| Affriquées   | Sonore    |                   | dz [dz]           |               | dʑ [dʑ]   |          |                   |           |
| Affriquées   | Aspirées  |                   | tsh [tsʰ]         |               | tɕh [tɕʰ] |          |                   |           |
| Liquides     | Liquides  |                   |                   | l [l] lj [lʲ] |           |          |                   |           |
| Nasales      | Nasales   | m [m] mj [mʲ]     | n [n]             |               | ȵ [ ɲ]    |          | ŋ [ŋ]             |           |
| Semi-voyelle | Simples   | w [w]             |                   |               |           | j [ j]   |                   |           |
| Semi-voyelle | Glottale  |                   |                   |               |           | ʔj [ʔj]  |                   |           |

### Tons
Le gelao de Zhenfeng est une langue tonale, avec 4 tons.
| Ton | Valeur | Exemple   | Traduction |
| --- | ------ | --------- | ---------- |
|     | 35     | ɲo35      | cheval     |
|     | 13     | dʑi13     | fil        |
|     | 42     | ŋ́42       | eau        |
|     | 31     | tsɿ31ve13 | moustique  |